# Kálmán Tisza

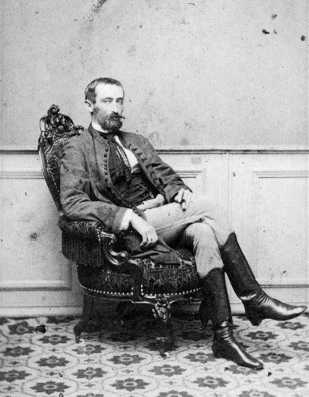
Kálmán Tisza

Kálmán Tisza de Borosjenő et Szeged (Geszt, 16 december 1830 – Boedapest, 23 maart 1902) was een Hongaars calvinistisch politicus.
Kálmán Tisza stamde uit de familie Tisza en behoorde tot de lagere adel, maar werd later tot graaf verheven. Tisza werd in 1861 voorzitter van de Liberale Partij. Als premier (1875-1890) voerde hij de bepalingen van de Ausgleich (zie ook: Oostenrijk-Hongarije) uit. Hij regeerde bijzonder autocratisch en weinig sociaal. Desondanks werd Hongarije onder zijn bewind een van de rijkste landen ter wereld. De groep partijleden waarmee hij werkte, werden de Mammelukken genoemd.
Zijn zoon István Tisza was de Hongaarse premier tijdens de Eerste Wereldoorlog.